# Si fóssim els últims
Si fóssim els últims (títol original en anglès, If You Were the Last) és una pel·lícula de comèdia romàntica de ciència-ficció estatunidenca del 2023 dirigida per Kristian Mercado i escrita per Angela Bourassa. La pel·lícula és protagonitzada per Anthony Mackie i Zoë Chao. S'ha doblat i subtitulat al català.
La pel·lícula se centra en dos astronautes que, mentre estan encallats en una missió d'exploració de diversos anys, s'enamoren l'un de l'altre.
Es va estrenar al festival de cinema South by Southwest de 2023 i es va estrenar al servei d'estríming de Peacock el 20 d'octubre de 2023.